# Glenn Frey
Glenn Lewis Frey (Detroit, 6 de novembro de 1948 - Nova York, 18 de janeiro de 2016) foi um músico, cantor, compositor e ator norte-americano, mais conhecido por ser um dos membros fundadores da banda Eagles. 

## Biografia
Frey conheceu o baterista Don Henley em 1970, reuniram a banda em 1971 e lançaram o primeiro álbum em 1972. Glenn Frey tocava violão, bem como piano e teclados e compartilhava os vocais com Don Henley. A banda se separou em 1980 depois de tornar-se uma das mais bem sucedidas de todos os tempos. Frey interpretou muitos dos sucessos do Eagles como "Take It Easy", "Peaceful Easy Feeling", "Tequila Sunrise", "Already Gone", "Lyin' Eyes", "New Kid in Town" e "Heartache Tonight". Após a dissolução da banda em 1980, Frey iniciou uma bem sucedida carreira solo. Lançou seu álbum de estréia em 1982 e viria a gravar diversos hits como "The One You Love", "Smuggler's Blues", "Sexy Girl", "The Heat Is On" e "You Belong to the City". Como um membro do Eagles, Frey ganhou seis prêmios Grammy e cinco American Music Awards. O Eagles venderam mais de 120 milhões de álbuns em todo o mundo e foram introduzidos na Rock and Roll Hall of Fame em 1998. Como artista solo e com o Eagles combinados, Frey teve 24 singles Top 40 na tabela musical Billboard Hot 100.

## Morte
Morreu em 18 de janeiro de 2016, aos 67 anos, em decorrência de uma pneumonia, artrite reumatoide e inflamação intestinal, de acordo com comunicado da banda.

## Discografia

### Álbuns de estúdio
| 1982                                                          | No Fun Aloud - Gravadora: Asylum Records | 32  | —  | —  | 39 | —  | - Certificação nos EUA: Ouro |
| 1984                                                          | The Allnighter - Gravadora: MCA Records  | 22  | 57 | 31 | 40 | —  | - Certificação nos EUA: Ouro |
| 1988                                                          | Soul Searchin' - Gravadora: MCA Records  | 36  | 37 | —  | 36 | —  |                              |
| 1992                                                          | Strange Weather - Gravadora: MCA Records | —   | —  | —  | 34 | 23 |                              |
| 2012                                                          | After Hours - Gravadora: Universal Music | 116 |    |    |    |    |                              |
| "—" denotam lançamentos que não estiveram em tabelas musicais |                                          |     |    |    |    |    |                              |

### Compilações
| Ano  | Detalhes                                                                  |
| ---- | ------------------------------------------------------------------------- |
| 1993 | Glenn Frey Live - Gravadora: MCA Records                                  |
| 1995 | Solo Collection - Gravadora: MCA Records                                  |
| 2000 | 20th Century Masters - The Millennium Collection - Gravadora: MCA Records |

### Singles
| 1982                                                          | "I Found Somebody"         | 31  | 57 | 27 | —  | —  | —  | 93 | —  | No Fun Aloud                      |
| 1982                                                          | "The One You Love"         | 15  | —  | 2  | 12 | —  | —  | 50 | 36 | No Fun Aloud                      |
| 1982                                                          | "Don't Give Up"            | —   | 25 | —  | —  | —  | —  | —  | —  | No Fun Aloud                      |
| 1982                                                          | "Partytown"                | —   | 5  | —  | —  | —  | —  | —  | —  | No Fun Aloud                      |
| 1983                                                          | "All Those Lies"           | 41  | —  | 28 | —  | —  | —  | —  | —  | No Fun Aloud                      |
| 1984                                                          | "Sexy Girl"                | 20  | —  | 23 | 48 | 13 | —  | 76 | —  | The Allnighter                    |
| 1984                                                          | "The Allnighter"           | 54  | —  | —  | —  | —  | —  | —  | —  | The Allnighter                    |
| 1984                                                          | "The Heat Is On"           | 2   | 4  | —  | 8  | —  | 12 | 2  | 22 | Beverly Hills Cop (Trilha sonora) |
| 1985                                                          | "Smuggler's Blues"         | 12  | 13 | —  | 37 | —  | 22 | —  | —  | The Allnighter                    |
| 1985                                                          | "You Belong to the City"   | 2   | 1  | 2  | 6  | 2  | —  | 20 | 46 | Miami Vice (Trilha sonora)        |
| 1988                                                          | "True Love"                | 13  | 15 | 2  | 2  | —  | —  | 49 | —  | Soul Searchin'                    |
| 1988                                                          | "Soul Searchin'"           | —   | —  | 5  | —  | —  | —  | —  | —  | Soul Searchin'                    |
| 1989                                                          | "Livin' Right"             | 90  | —  | 22 | —  | —  | —  | —  | —  | Soul Searchin'                    |
| 1991                                                          | "Part of Me, Part of You"  | 55  | 9  | 7  | 9  | 8  | —  | —  | —  | Strange Weather                   |
| 1992                                                          | "I've Got Mine"            | 91  | —  | 12 | 18 | —  | —  | —  | —  | Strange Weather                   |
| 1992                                                          | "River of Dreams"          | —   | —  | 27 | 57 | 34 | —  | —  | —  | Strange Weather                   |
| 1993                                                          | "Love in the 21st Century" | 112 | —  | —  | —  | —  | —  | —  | —  | Strange Weather                   |
| 1995                                                          | "This Way to Happiness"    | —   | —  | —  | 54 | —  | —  | —  | —  | Solo Collection                   |
| "—" denotam lançamentos que não estiveram em tabelas musicais |                            |     |    |    |    |    |    |    |    |                                   |